# 伊利亞姆納湖

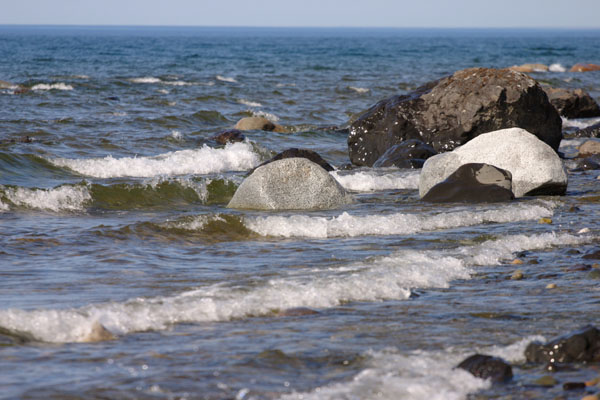

伊利亞姆納湖（Iliamna Lake）是美國的湖泊，位於阿拉斯加州西南部，長124公里、寬35公里，面積2,622平方公里，海拔高度14米，平均水深44米，最大水深301米，蓄水量115立方公里。
59°32′10″N 155°01′26″W / 59.536°N 155.024°W